# Clarence Paget
Clarence Edward Paget KCB (17 de junho de 1811 — 22 de março de 1895) foi um marinheiro, político e escultor britânico.

## Carreira naval
Paget era o filho mais velho do 1.º Marquês de Anglesey com sua segunda esposa, Charlotte Cadogan. Assim como muitos filhos mais jovens da nobreza entrou para a Marinha Real Britânica em 29 de maio de 1823; serviu como guarda-marinha no encouraçado HMS Asia na Batalha de Navarino em 20 de outubro de 1827 e obteve sua primeira comissão em 14 de maio de 1831.
Suas nomeações sucessivas foram: 11 de agosto de 1831, para o HMS Warspite na América do Sul; 27 de fevereiro de 1832, como tenente-supranumerário, no HMS St. Vincent, estacionado ao largo de Lisboa, de onde retornou no início de 1833 e em 7 de junho de 1834, para o HMS Winchester. Avançando para o posto de comandante em 25 de setembro do último ano mencionado, obteve o comando, em 17 de janeiro de 1837, do HMS Pearl, na América do Norte e Índias Ocidentais.
Tentou entrar para o Parlamento como um liberal por Southampton em 1837, mas só se tornou membro do Parlamento por Sandwich em 1847, mantendo este posto até julho de 1852.
Promovido a capitão em 26 de junho 1839, comandou o navio HMS Howe, onde permaneceu até julho de 1840 e em 23 de agosto de 1841, a fragata HMS Aigle, adequada para o mar Mediterrâneo. Ele voltou para a Inglaterra no verão de 1845, e desde então recebeu meio salário.
Serviu como secretário do Conselho de Artilharia de julho de 1846 a 1853. Comandou o HMS Princess Royal na expedição ao mar Báltico para a Guerra da Crimeia em 1854.
Novamente membro do Parlamento por Sandwich em março de 1857, foi nomeado Secretário do Almirantado em junho de 1859, mas renunciou à Câmara dos Comuns em março de 1866. Foi promovido a vice-almirante em 1865 e foi comandante-em-chefe da “Frota do Mediterrâneo” de 1866 a 1869. Lorde Clarence Paget se aposentou em 1876 e morreu em 1895 aos 83 anos.

## Família
Em 1852 casou com Martha Stuart, a filha mais nova do almirante Robert Waller Otway, Bt.